# Claudio Bertieri
Claudio Bertieri (Genova, 20 settembre 1925 – Genova, 6 dicembre 2021) è stato un critico cinematografico, pubblicitario e critico di fumetti italiano, che ha particolarmente esplorato i rapporti fra cinema, immagini disegnate e sport.

## Formazione
Claudio Bertieri era nato in una famiglia borghese: il nonno, socialista, era comandante di marina; il padre era un dirigente d'azienda, che nel tempo libero era un appassionato sportivo e un dirigente di associazioni sportive come la Cristoforo Colombo e il Genoa. Di qui l'interesse di Bertieri per lo sport.
Bertieri frequentò il liceo classico durante la seconda Guerra mondiale, cambiando tre diversi istituti a causa dello sfollamento e dei bombardamenti.
Dopo la maturità, secondo i desideri del padre, iniziò gli studi di ingegneria, ma li abbandonò presto per dedicarsi a ciò che più gli interessava.
Aveva infatti iniziato a frequentare i Cine Club e Cineforum liguri, di cui era anzi uno degli animatori, insieme a Claudio G. Fava.

## Cinema
Bertieri esordì come critico cinematografico nel 1947, inizialmente sulla Gazzetta del Lunedì, poi su Il Piccolo di Genova, su Il Lavoro, sul Corriere Mercantile. In tale veste ebbe occasione di conoscere alcuni "miti" del cinema italiano di allora, come Roberto Rossellini, Vittorio De Sica e Sophia Loren.
Esplorò vari ambiti cinematografici, alcuni dei quali trascurati dalla critica.
Si occupò innanzitutto di cinema d'animazione, interessandosi in particolare alle scuole che fiorivano nell'Europa dell'Est negli anni Sessanta e Settanta. Analogamente approfondì il tema dei film dedicati a personaggi dei fumetti, su cui ha scritto l'esaustiva opera ComicShow.
Si interessò di cinema sportivo. Sin dal 1958 si occupò del cinema di montagna collaborando al Trento Film Festival.
Dal 1986 al 1998 fu direttore culturale dello Sport film festival di Palermo. Sul rapporto fra cinema e sport Bertieri ha scritto alcuni libri, fra cui il monumentale Filmario dello sport in quattro volumi.
Nel campo dei documentari e dei cortometraggi è stato collaboratore fisso di Cinema e di Bianco e nero. Inoltre, dal 1992 al 2001 è stato condirettore di Filmvideo - Mostra Internazionale del Cortometraggio di Montecatini Terme.

## Fumetto
Bertieri è stato uno dei primi critici italiani ad occuparsi di fumetto, quando questa forma espressiva iniziava ad essere considerata arte, all'inizio degli anni Sessanta, ed ha partecipato ad alcuni momenti importanti del nostro fumetto.
Nel 1965 fondò insieme a Romano Calisi il Salone Internazionale dei Comics di Bordighera, che l'anno successivo fu spostato a Lucca. Fino agli anni Novanta Bertieri ha continuato a essere uno dei responsabili della manifestazione, sia come membro di giuria che come organizzatore di mostre tematiche, in particolare sui rapporti fra fumetto e cinema e fra fumetto e sport.
È stato più volte membro di giuria anche al Salone di Angoulême.
Bertieri ha inoltre collaborato con molte riviste di fumetti, come Linus, Eureka, Comic Art e Totem.
Di una, però, è stato direttore dal primo all'ultimo numero: Sgt. Kirk, edita da Fiorenzo Ivaldi. Da questa rivista Bertieri ha permesso l'affermazione nel fumetto d'autore dei veneziani Dino Battaglia e Hugo Pratt: del secondo, in particolare, ha pubblicato la prima avventura di Corto Maltese, Una ballata del mare salato.
Sempre per Ivaldi Bertieri è stato il curatore di AZ Comics, la prima enciclopedia italiana dei fumetti, uscita nel 1969. Fra i redattori dell'opera c'erano quasi tutti gli esperti italiani di fumetto dell'epoca, da Gianni Brunoro a Carlo della Corte, da Franco Fossati a Ernesto G. Laura, da Hugo Pratt a Rinaldo Traini, mentre la prefazione era affidata a Cesare Zavattini.

## Comunicazione d'impresa
Dalla fine degli anni Cinquanta Bertieri lavorò molto nel campo della comunicazione d'impresa, contribuendo a creare l'immagine dell'industria italiana negli anni del miracolo economico.
Inizialmente collaborò con le Acciaierie di Cornigliano, per le quali organizzò gli spettacoli di cinema e teatro per dipendenti e dirigenti. Pochi anni dopo si è trasferito a Milano per svolgere un'attività simile all'Edison-Volta. Successivamente tornò a Genova per collaborare con l'Italsider come curatore delle iniziative culturali e promozionali. 
Dal 1967 al 1985 ha lavorato nella RPR di Mario Lucio Savarese, sempre nel campo della comunicazione d'impresa.
Nell'ambito di queste collaborazioni Bertieri ha partecipato alla realizzazione di documentari con autorevoli registi: con Rossellini per L'età del ferro, con Ermanno Olmi e Tullio Kezich per l'Edison-Volta, con i fratelli Taviani per l'Italsider, con Aglauco Casadio per il documentario sulla mostra Sculture nella città, organizzata anch'essa dall'Italsider.
Per la FIAT realizzò invece tre volumi in cui raccolse fumetti, illustrazioni e vignette dedicate all'automobile, volumi che s'intitolano Comicar, Graphicar e Humourcar.

## Illustrazione
All'Italsider Bertieri aveva stretto amicizia con Emanuele Luzzati, che era un altro degli artisti che ruotavano intorno all'azienda siderurgica. Avendone apprezzato il talento poliedrico, Bertieri fu fra i primi a recensire i cartoni animati dell'artista genovese.
Attraverso mostre e pubblicazioni Bertieri ha valorizzato i grandi "figurinai" liguri, dallo stesso Lele Luzzati a Flavio Costantini, da Antonio Rubino ad Alarico Gattia, da Luciano Bottaro a Enzo Marciante, a Giovan Battista Carpi.

## Attività istituzionale
Negli anni Novanta Claudio Bertieri è stato consulente dell'Assessorato alla Cultura del Comune di Genova. In questo periodo ha fondato e presieduto il "Museo ligure dello sport".
Dal 1991 fu membro del consiglio d'amministrazione della "Fondazione Mario Novaro", che studia la cultura ligure del Novecento.

## Opere principali
- Venezia 1932-1939. Filmografia critica (con Giulio Cesare Castello), Roma, Bianco e nero, 1959
- AZ Comics, Roma, Archivio internazionale della stampa a fumetti, 1969
- Cinema d'animazione bulgaro, Milano, ISCA, 1972
- Cinema d'animazione ungherese, Milano, ISCA, 1973
- Comicar. L'auto nei fumetti, Torino, FIAT, 1975
- Graphicar. L'auto nella grafica, Torino, FIAT, 1976
- Humourcar. L'auto nell'umorismo, Torino, FIAT, 1977
- I film di carta, Firenze, Vallecchi, 1979
- Assi &Divi, Divi & Assi. Sport, cinema e società, Palermo, Rassegna di cinematografia sportiva, 1982
- Gli atleti di carta, Palermo, Rassegna di cinematografia sportiva, 1983
- Le rotte dell'immaginario, Genova, Esagraph, 1985
- Olimpia, Olimpia (con Ugo Casiraghi), Palermo, Rassegna di cinematografia sportiva, 1987
- Le fiabe a quadretti:1908-1945, Roma, Comic Art, 1989
- Filmario dello sport (con Ugo Casiraghi), Palermo, International SportFilmFestival, 1988-91
- Antonio Rubino l'amico delle nuvole, Sanremo, 1995
- Il cinema di carta, Genova, 1996
- ComicShow, Genova, Fondazione Novaro-Le Mani, 2012